# Pages
Pages é um aplicativo de edição de textos que é incluído na suíte de produtividade iWork da Apple Inc., e é executado nos sistemas operacionais macOS, iOS, iPadOS e no site do iCloud na web. A primeira versão de Pages foi lançada em fevereiro de 2005. O Pages é comercializado pela Apple como um aplicativo fácil de usar que permite que os usuários criem rapidamente documentos em seus dispositivos. O Pages pode gerar documentos no formato para Microsoft Word para compatibilidade.

## Características
Pages é ao mesmo tempo um processador de texto e um aplicativo de layout de páginas. Na versão 5, grande parte das características avançadas de layout foram removidas (mais de 140 modelos pré-definidos - templates - feitos pela Apple foram incluidos em versões anteriores).  Na versão atual, mais enxuta, apenas 60 foram incluidos. Quando o usuário abre a ferramenta é apresentada uma funcionalidade para escolha de um modelo (Template Chooser), possibilitando iniciar o trabalho com um documento em branco ou com um modelo (template) predefinido, como por exemplo Currículo (résumé), Esboço (outline), Trabalho Escolar, Folder (flyer) ou Envelope, que contém um espaço reservado para texto (placeholder)e imagens que podem substituidas.

## Referencias
1. ↑  «Apple Introduces iWork '08». 7 de agosto de 2007. Consultado em 7 de novembro de 2009